# James Robinson (escritor)
James Dale Robinson (Mánchester, Inglaterra, 1 de abril de 1963) es un escritor inglés de historietas y guiones cinematográficos. Es conocido por crear, junto a Tony Harris, al personaje Starman (Jack Knight) y revitalizar al grupo de superhéroes Sociedad de la Justicia de América a finales de la década de 1990. Entre sus trabajos notables se encuentran la adaptación cinematográfica de la serie de cómics The League of Extraordinary Gentlemen, de Alan Moore y Kevin O'Neill, y Superman: New Krypton para DC Comics.

## Carrera

### Década de 1980 y primera mitad de 1990: inicios e incursión en América
Robinson debutó como escritor en 1989 con la novela gráfica London's Dark, ilustrada por Paul Johnson y nombrada por el historiador de la historieta Gene Kannenberg como una de las 500 novelas gráficas esenciales por estar «a la vanguardia [...] de las novelas gráficas británicas» a pesar de ser «una obra muy cruda, llena de experimentación».
Contribuyó historias cortas a varias antologías, tales como Grendel: Devil's Whisper que apareció en A1 en 1990, antes de incursionar en la historieta estadounidense con varias series del personaje Terminator para la editorial Dark Horse en 1991 y 1992. En 1993, Robinson escribió la serie limitada The Golden Age para el sello editorial Elseworlds de la editorial DC Comics, en la que estableció una gran parte de la historia de fondo después fue usada en Starman.
Robinson escribió en 1993 para la editorial Marvel Comics la serie Ectokid, creada por el novelista de horror y fantasía Clive Barker para el sello editorial Razorline. 

### Segunda mitad de la década de 1990: Starman y DC Comics
Durante 1994 y 1995 Robinson escribió algunos números del título WildC.A.T.s para el sello WildStorm, de la editorial Image Comics, en los que amplió la mitología del titular equipo de superhéroes. También para WildStorm, de 1996 a 2002 escribió la serie original Leave It to Chance con el artista Paul Smith la cual ganó dos premios Eisner en 1997, por Mejor serie nueva y Mejor título para lectores más jóvenes.
En 1994 Robinson comienza a escribir el título Starman, con arte de Tony Harris, en el que revitaliza a un antiguo personaje del mismo nombre creado en 1941 durante la edad de oro de las historietas, así como a todos los demás personajes que habían usado ese nombre a través del tiempo, interconectado sus historias. Durante su publicación, Starman gozó de muy buena recepción por los lectores y la crítica especializada, fue nominado a tres premios Eisner en 1995 y ganó uno en 1997 por Mejor historia serializada.
Fue escritor de varios títulos de la editorial Marvel Comics como Cable de 1997 a 1998 y Generation X en 1997, en el que contribuyó el crossover «Operation: Zero Tolerance».
A finales de la década de 1990, Robinson planeó una secuela para The Golden Age titulada The Silver Age, que tendría arte de Howard Chaykin, pero decidió no continuar con este proyecto dado que la mayor parte de sus ideas fueron presentadas en la serie JLA: Year One de Mark Waid y Brian Augustyn de 1998.
Trabajando para DC, además de Starman, Robinson hizo contribuciones frecuentes a la serie antológica Batman: Legends of the Dark Knight, escribió una miniserie de Vigilante y Witchcraft, una serie spin-off de The Sandman para el sello Vertigo. 
En 1999, Robinson y el escritor David S. Goyer encabezaron el regreso al universo principal de DC del equipo de superhéroes de la edad de oro de las historietas la Sociedad de la Justicia de América con el arco argumental «The Justice Society Returns» y el lanzamiento del título JSA. Robinson dejó el título después de cinco números, mientras que Goyer continuó coescribiéndolo junto con Geoff Johns, con quien Robinson más tarde coescribió Hawkman, una serie derivada de JSA.

### Década de 2000: incursión en el cine y regreso a DC Comics
Después de tomarse un descanso de escribir cómics, Robinson regresó al medio en 2006 con «Batman: Face the Face», una historia de ocho números parte de la iniciativa editorial One Year Later de DC Comics. En 2008 escribió para el título Superman, comenzando con la historia «The Coming of Atlas». En 2006 Robinson escribió por periodo corto de tiempo la serie Capitán America, para Marvel Comics, relanzada como parte de la iniciativa editorial Heroes Reborn. 
En 2009 escribió Justice League: Cry for Justice con la intención de ser un segundo título de la Liga de la Justicia pero debido a que fue mal recibida, se convirtió en una miniserie de siete números; a pesar de ello, Robinson fue nominado por Mejor escritor en los premios Eisner de 2010.
Otros trabajo de Robinson en este periodo fueron el título Justice League of America (2009) con los artistas Mark Bagley y Brett Booth; Superman: New Krypton (2008-2010) y, con Sterling Gates, War of the Supermen (2010); la serie de doce números The Shade (2011) protagonizada por el personaje homónimo, originado en Starman; y dieciséis números de Earth 2 (2012) como parte de la iniciativa editorial The New 52. Una de las revisiones introducidas por Robinson durante este periodo fue establecer como un hombre gay a Alan Scott, el Linterna Verde de la edad de oro de las historietas, lo cual se convirtió en una noticia en medios no especializados en historietas.

### Década de 2010: series originales y trabajo para diversas editoriales
En 2013, Robinson lanzó The Saviors en Image cómics con el artista J. Bone, su primera serie original desde Leave It to Chance una década antes. El año siguiente, Marvel publicó The Amazing Spider-Man: Family Business, coescrita por Robinson y Mark Waid; y ese mismo año, Robinson lanzó dos nuevas series parte de la iniciativa editorial Marvel NOW!, All-New Invaders con el artista Steve Pugh y un nuevo volumen de la serie Fantastic Four con el artista Leonard Kirk.
Robinson y el artista Greg Hinkle colaboraron en 2015 en la miniserie de cuatro números Airboy para Image Comics, que presentaba al personaje epónimo de la edad de oro de las historietas emergiendo en el mundo real e interactuando con los autores de la miniserie. Airboy causó controversia por los comentarios transfóbicos hechos por la versión ficticia de Robinson en su #2, que resultaron en enmiendas para edición compilatoria.
También en 2015, Robinson escribió la serie Scarlet Witch para Marvel, que expresó fue influenciada por el trabajo de Matt Fraction y David Aja en el título Hawkeye de 2012. En 2016, Robinson lanzó otra serie original, Grand Passion, ilustrada por Tom Feister y publicada por la editorial Dynamite Entertainment, que describió como «una desviación de lo que he estado haciendo en los últimos años» Al año siguiente, también para Dynamite, Robinson escribió una serie spin-off del personaje James Bond protagonizada por Felix Leiter y regresó a DC Comics para escribir Wonder Woman hasta 2018.

### Guionista de cine y televisión
En 1993, Robinson escribió el guion cinematográfico para el cortometraje directo a video Firearm, basado en la serie de historietas del mismo nombre publicada por la editorial Malibu Comics. A finales de la década de 1990, Robinson y David S. Goyer escribieron un borrador de guion que finalmente no fue usado para la película Freddy vs. Jason. Robinson escribió el guion para la película Evermere del estudio C2 Pictures, que tenía como objetivo un lanzamiento en 2000 con Chuck Russell como director, pero cuya producción no se concretó.
El trabajo más conocido de Robinson como guionista es la adaptación de 2003 de The League of Extraordinary Gentlemen. La adaptación fue recibida con críticas por parte de los aficionados de la historieta original por cambios hechos a la trama y tono de la obra.[cita requerida] Los primeros borradores del guion trasladaron gran parte de la acción de Inglaterra a Estados Unidos, en un intento de hacerla más aceptable para la audiencia estadounidense.
Desde 2020, Robinson ha escrito y producido la serie de televisión Stargirl, basada en el personaje homónimo cocreado por Geoff Johns y Lee Moder, que surgió partir de las historias de Starman.

## Vida personal
Robinson y Jann Jones, editora veterana de DC Comics, anunciaron su compromiso en 2009.

## Filmografía
- Firearm (escritor, 1993)
- Cyber Bandits (escritor, 1995)
- Comic Book Villains (escritor y director, 2002)
- The League of Extraordinary Gentlemen (escritor, 2003)
- Son of Batman (historia original, 2014)